# موتیه
شهر موتیه  در بخش موتیه در ایالت برن در کشور سوئیس واقع شده‌است که ۷٬۷۰۰ نفر  جمعیت دارد.